# Kurhaus Brösen

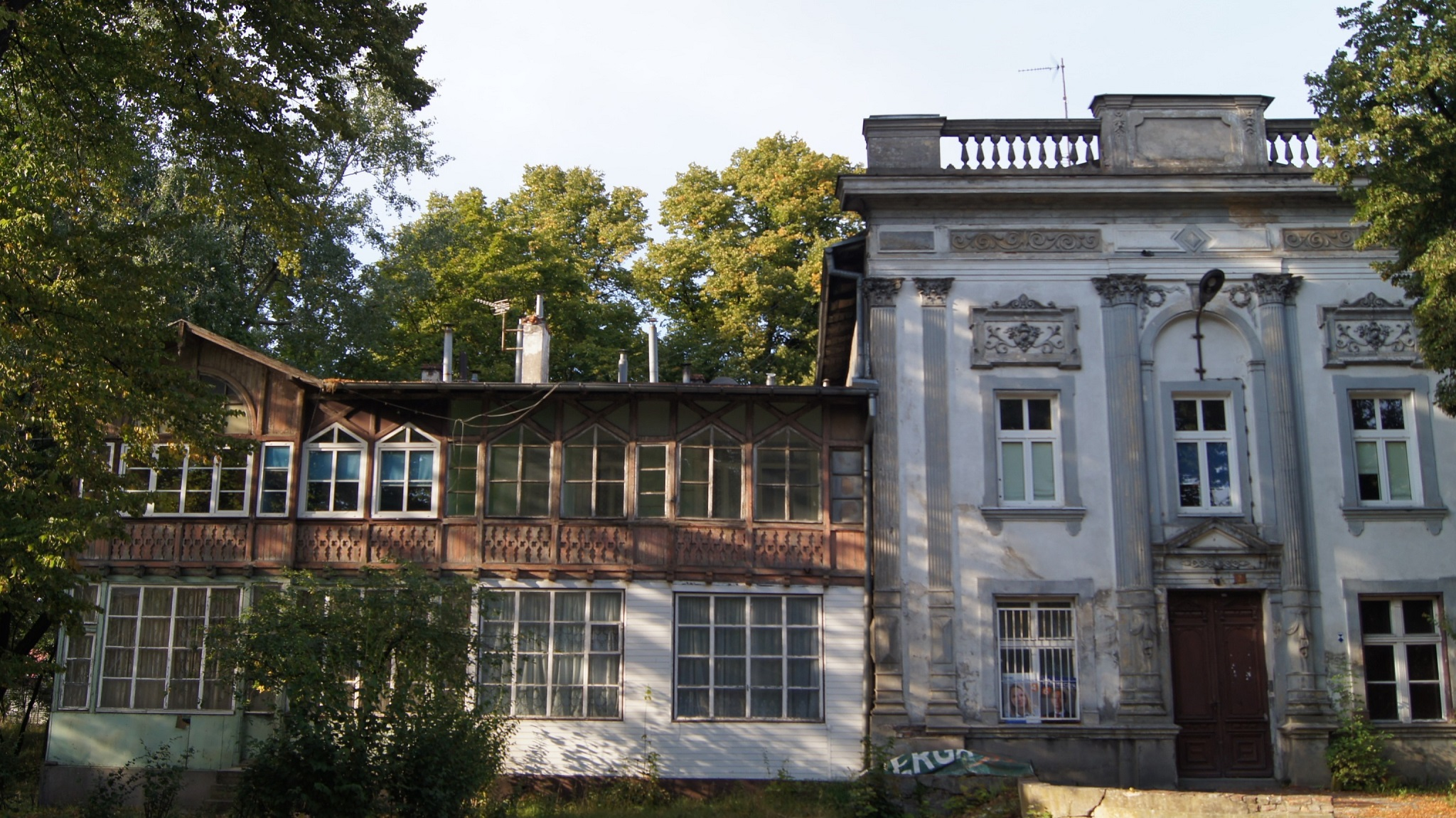
Haupteingang und linker Flügel des ehemaligen Kurhauses (2015)

Das ehemalige Kurhaus Brösen (polnisch Dom Zdrojowy w Brzeźnie) ist ein denkmalgeschütztes Bauwerk im Stadtbezirk Brzeźno (deutsch Brösen) der Stadt Danzig in Polen. Das Kurhaus aus dem 19. Jahrhundert wird von 2019 bis Ende 2021 zu einem Zentrum der Umweltbildung umgebaut.

## Lage
Das Gebäude befindet sich Ulica Zdrojowa 2, in der Nähe des Strandes von Brzeźno. Neben dem Gebäude führt der Weg von einer Straßenbahnhaltestelle zum Strand. Dort befand sich der 1945 zerstörte Seesteg des Seebades Brösen. Der zementierte Beginn des Stegs ist noch vorhanden. Östlich schließt sich der zehn Hektar große Haffner-Park (Park Brzeźnieński im. Haffnera) an.

## Geschichte

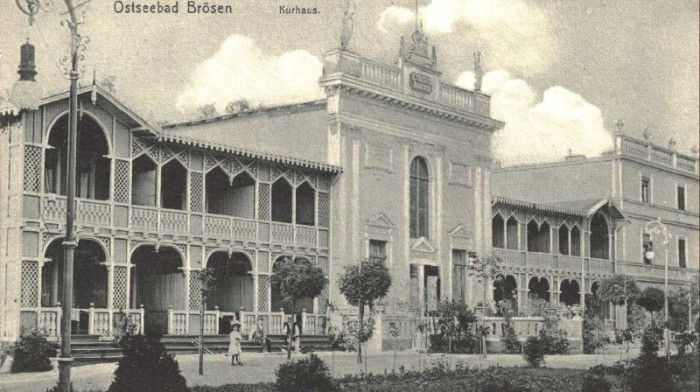
Stadtseite des Kurhauses, nach der Erweiterung von 1899

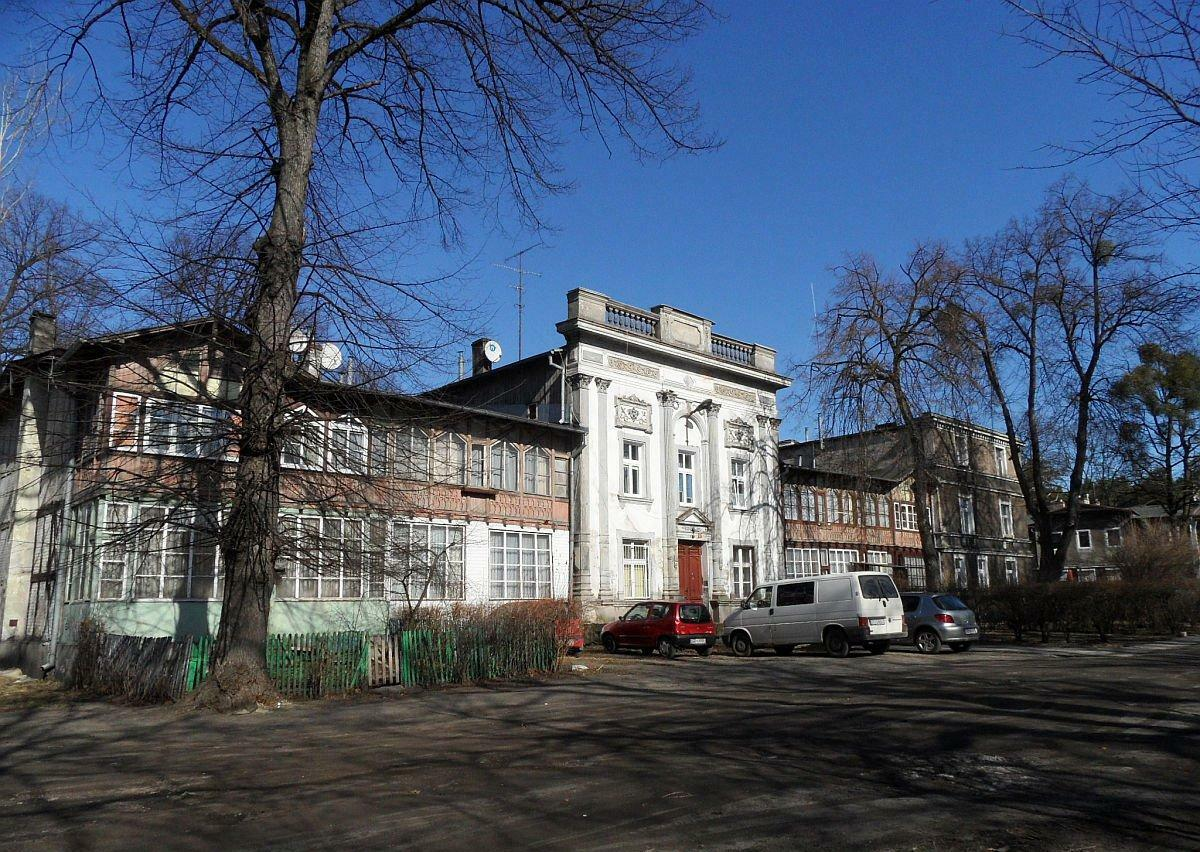
Gesamtansicht der Stadtseite (2011)

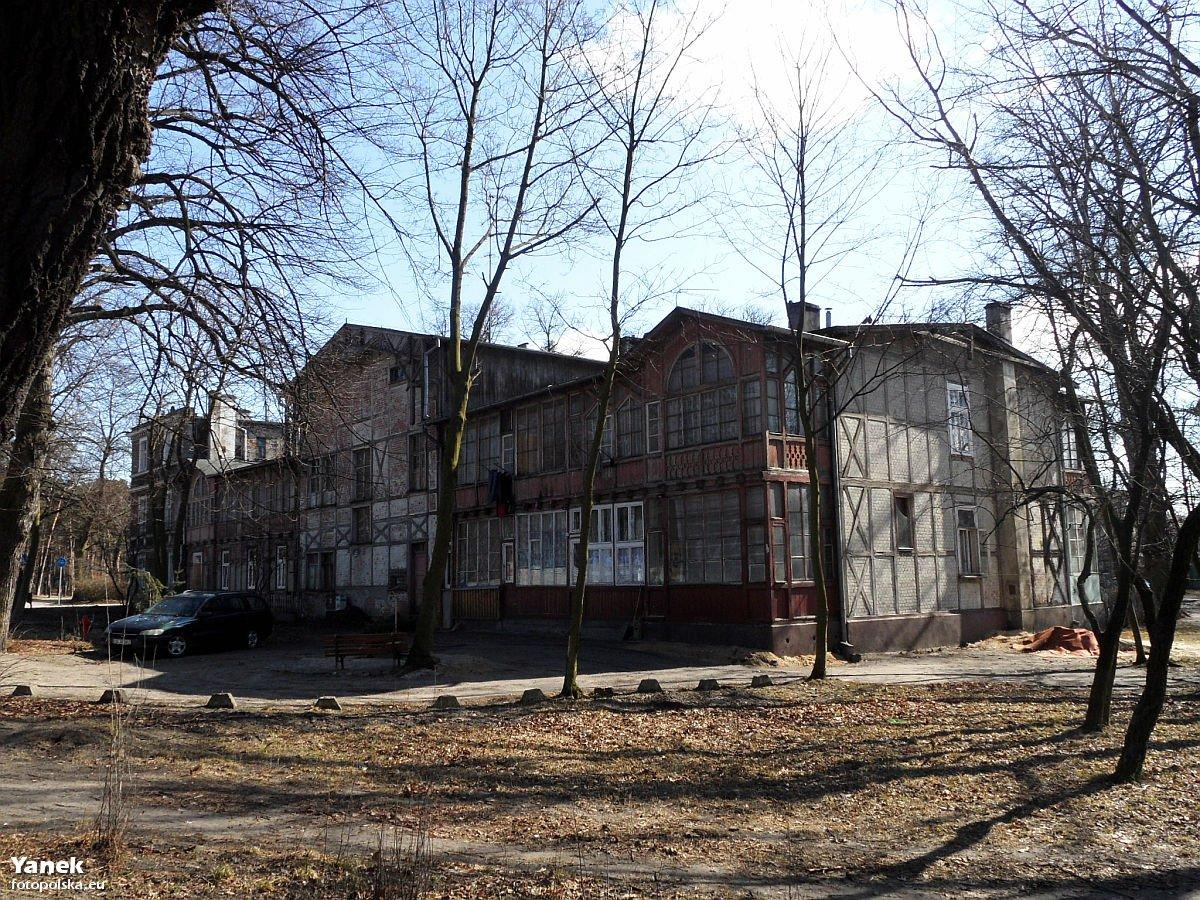
Gesamtansicht der Seeseite (2011)

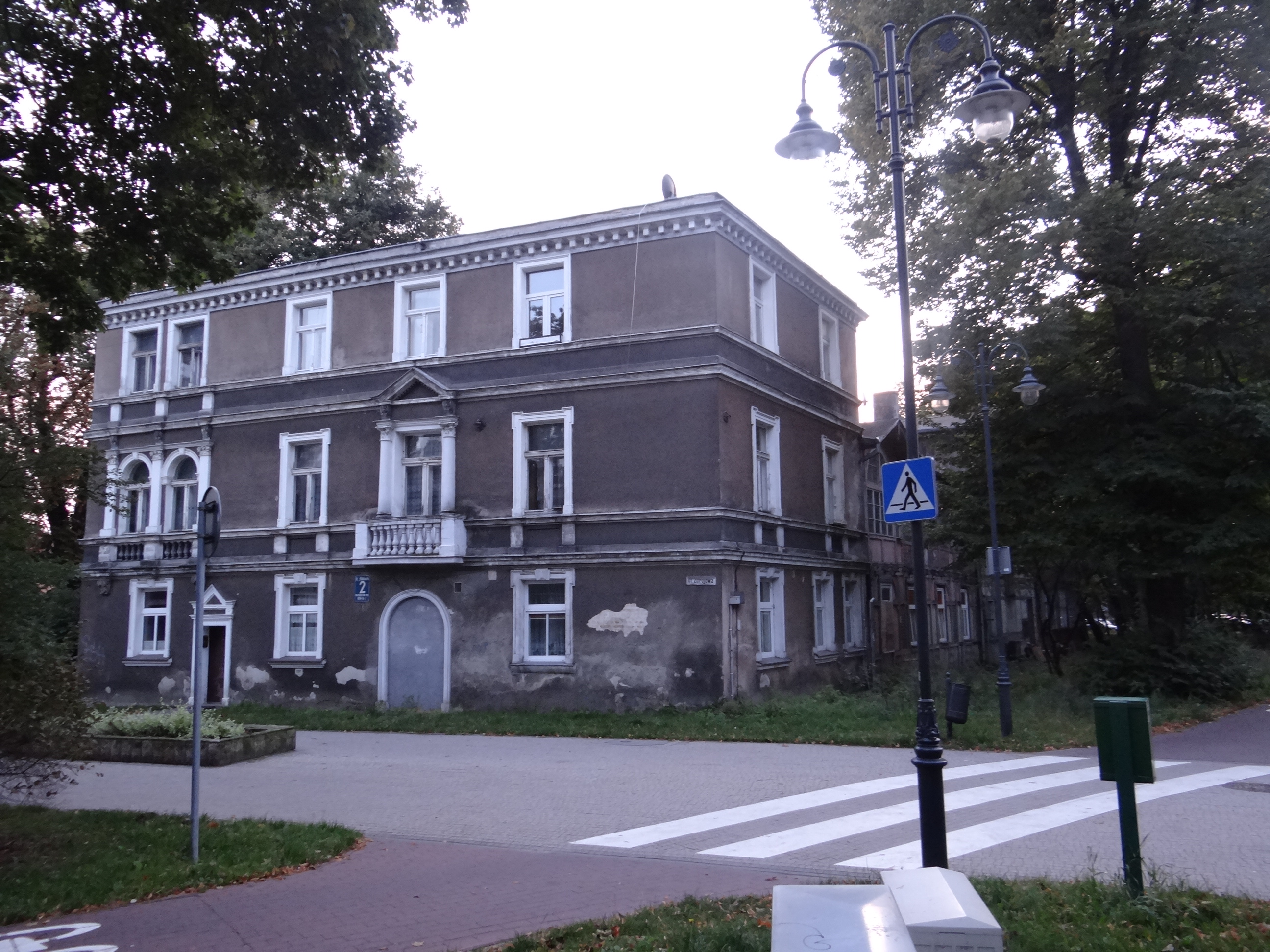
Erweiterungsbau, Ostfassade (2012)

Das in den 1840er Jahren erbaute Kurhaus des Seebades fiel 1892 einem Brand zum Opfer. Im folgenden Jahr wurde es durch ein neues Kurhaus ersetzt. Um das Gebäude herum wurde ein kleiner Park angelegt, der durch einen Zaun vom Kurpark abgetrennt war. Im Kurpark gab es drei Pavillons und eine Konzertmuschel. Daneben waren Tennis- und Cricketplätze sowie in den 1920er Jahren ein Golfplatz angelegt. Im Jahr 1899 verkaufte der Besitzer das Kurhaus an eine Aktiengesellschaft. Im folgenden Jahr wurde auf der Strandseite eine Caféterrasse angelegt. Eine breite Treppe führte direkt zum Strand. Noch im selben Jahr wurde zwischen Kurhaus und Strand eine große Strandhalle errichtet und der Seesteg wurde gebaut. Es entstanden am Strand auch hölzerne Umkleidekabinen für den Badebetrieb. Im Jahr 1910 erwarb die Gemeinde Brzeźno für 500.000 Mark den Badebereich.
Am 25. März 1945 wurde Brzeźno von der sowjetischen Armee besetzt und die Strandhalle und der Seesteg zerstört. Die Badeanlagen am Strand wurden nicht wieder aufgebaut. Brösen behielt bis in die 1960er Jahre den Charakter eines Fischerdorfes. Nach fortschreitender Verschmutzung der Danziger Bucht wurden die Strände geschlossen.
Die politische Wende 1989/1990 ermöglichte die Rückkehr zum Bade- und Erholungscharakter von Brzeźno. Im Jahr 1992 wurden die Strände wiedereröffnet und bis 1996 ein neuer Badebereich gebaut. Dieser liegt aber, mit einer neuen Seebrücke, etwa einen Kilometer weiter westlich. Der Park erhielt 2003 den Namen des Badearztes Johann Georg Haffner und wurde seit 2009 revitalisiert.
Das ehemalige Kurhaus wird seit Juli 2019 umfassend saniert. Unter anderem wurde eine tragende Stahlkonstruktion eingebaut, die die Lasten aus der alten Holzkonstruktion aufnahm. Die Holzkonstruktionen, Veranden, Treppen und Lauben, wurden weitgehend erhalten und je nach Größe vor Ort aufgearbeitet. Der kleine Park zur Stadtseite wurde ebenfalls neu angelegt. Die mehr als 20 alten Bäume (hauptsächlich Linden, Eichen und Kastanien) wurden ebenfalls saniert.
Das Projekt des Wiederaufbaus der benachbarten Strandhalle ist derzeit gescheitert und wird vor Gericht verhandelt. Der Wert des Grundstücks ist nach dem Verkauf durch die Stadt um das 500-fache gestiegen.

## Nutzung
Das Gebäude wurde als Kurhaus erbaut und als solches bis 1945 genutzt. Nach 1945 diente es bis in die 2010er Jahre zu Wohnzwecken. Es wird gegenwärtig renoviert und bis Ende 2021 zu einem Umweltzentrum des Hevelianums umgebaut. Dieses ist ein außerschulischer Lernort und nach dem Astronomen Johannes Hevelius (1611–1687) benannt. Im ehemaligen Kurhaus werden vier Bildungsräume eingerichtet. Die Aktivitäten werden sich an der Agenda 2030 für 17 nachhaltige Entwicklungsziele orientieren. Themen des Unterrichts werden Ökologie und Umweltschutz sein. Zielgruppen sind Schüler, Familien mit Kindern und Erwachsene. Daneben entsteht im Gebäude ein Restaurant und ein Beherbergungsbetrieb mit 21 Zimmern.

## Beschreibung
Das Kurhaus wurde 1893 als zweigeschossiges Bauwerk im Kurpark errichtet. An den repräsentativem Mittelteil im Stil des Historismus schlossen sich zwei symmetrischen Seitenflügel an. Diese erhielten hölzerne Laubengänge. Die Seeseite ist teilweise in Fachwerkbauweise ausgeführt. Im Jahr 1899 wurde der östliche Flügel um einen dreigeschossigen Backsteinbau im eklektizistischen Stil erweitert. Er unterschied sich architektonisch deutlich vom homogenen Innenraum des Hauptgebäudes und erhielt separate Eingänge an der Ostseite.